# Allt om Kök & Bad
Allt om Kök & Bad var en svensk tidskrift med fokus på köket och badrummet som kom ut första gången 1999. Tidningen gavs ut av förlaget TTG Sverige AB.
Tidningen har enligt Resumé (2011-09-27) lagts ner. 